# That's Business
That's Business è l'album di debutto della band ska punk Home Grown, pubblicato nel 1997 dalla Liberation Records.

## Tracce
1. Get a Job
2. The Hearing Song
3. She Said...
4. My Friends Suck
5. Alternative Girl
6. Wanna-Be
7. Surfer Girl
8. Ubotherme
9. Face in the Crowd
10. I Hate Myself
11. One Night Stand
12. Impotency
13. Worthless
14. Employer's Market
15. S.F.L.B.

## Formazione
- John Tran - voce, chitarra ritmica
- Ian Cone - chitarra solista, cori
- Adam "Adumb" Lohrbach - basso, cori
- Bob Herco - batteria